# Annedore Leber

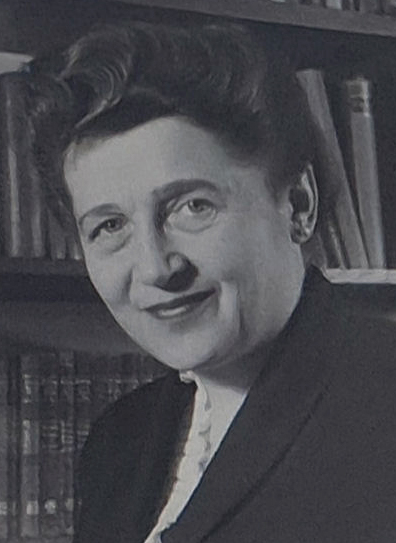
Annedore Leber, Juni 1949

Annedore Leber (geborene Rosenthal; * 18. März 1904 in Wilmersdorf bei Berlin; † 28. Oktober 1968 in Berlin) war eine deutsche Publizistin, Verlegerin und SPD-Politikerin. Sie war die Witwe des von Nationalsozialisten ermordeten Reichstagsabgeordneten und Widerstandskämpfers Julius Leber.

## Biografie bis zum Ende der Nazi-Diktatur
Annedore Leber war die Tochter von Auguste Bauch und Georg Rosenthal, einem Oberstudienrat. 1914 zog die Familie nach Fürstenwalde, nachdem ihrem Vater dort die Leitung des Gymnasiums übertragen worden war. Ihre Erziehung war eher konservativ und streng. 1918 zog die Familie nach Lübeck, wo ihr Vater zum Direktor des humanistischen Gymnasiums Katharineum zu Lübeck berufen worden war. Durch ihren Vater erhielt sie Privatunterricht und legte ein sogenanntes externes Abitur ab. Anschließend begann sie ein Jurastudium in München, welches sie jedoch im fünften Semester abbrach. Stattdessen entschied sie sich für eine Lehre als Schneiderin in Berlin – dies sollte sich später auch für ihre Familie auszahlen – und bestand dort auch ihre Meisterprüfung.
Im November 1927 schloss Annedore die Ehe mit dem Chefredakteur der sozialdemokratischen Tageszeitung Lübecker Volksbote, Julius Leber – anfänglich gegen den Willen der Eltern. Sie war dem SPD-Reichstagsabgeordneten Leber, den sie schon aus Lübeck kannte, zufällig in Berlin wieder begegnet. 1929 wurde Tochter Katharina geboren; 1931 folgte Sohn Matthias. Nach der nationalsozialistischen „Machtergreifung“ 1933 zeigte sich ihr Vater zunehmend beeindruckt von der standhaften politischen Haltung seines Schwiegersohnes, dem von da an eine lange Zeit der Verfolgung und Inhaftierungen in verschiedenen Konzentrationslagern bevorstand. Rosenthal war selbst gerade als Direktor des Katharineums von den Nazis abgesetzt worden. Er starb, schwer deprimiert, im März 1934. Während Annedore Leber sich bei den allerhöchsten Dienststellen in Berlin um die Freilassung ihres Mannes bemühte, kümmerte sich ihre Mutter um die beiden Kinder.
Im Oktober 1935 zog Annedore Leber wieder nach Berlin. Sie arbeitete, wie seit 1933 schon in Lübeck, als Schneidermeisterin, eröffnete auch ein kleines Geschäft und konnte so den Unterhalt für sich und ihre Kinder aufbringen. Hier hatten die Lebers auch viele Freunde aus dem politischen Widerstand, auf deren Hilfe sie hoffen konnte. Anfang 1936 starb ihr ebenfalls in Berlin lebender älterer Bruder Helmuth Rosenthal, der ihr immer eine große Hilfe gewesen war. Nach vielen Bittbriefen an die obersten NS-Führerpersönlichkeiten und mehrfachem Vorsprechen bei der Gestapo sowie dem Inspekteur der Konzentrationslager, Theodor Eicke und insbesondere nach dem unermüdlichen Einsatz des katholischen Osnabrücker Bischofs Berning, gelang es ihr schließlich, dass Julius Leber aus dem KZ Sachsenhausen entlassen wurde. Dieser konnte, durch Vermittlung von Gustav Dahrendorf, als Mitarbeiter der Berliner Kohlenhandlung Bruno Meyer Nachf. getarnt, zusammen mit Ludwig Schwamb, Ernst von Harnack und weiteren gleichgesinnten Freunden, Kontakte zu sozialdemokratischen und bürgerlich-zivilen Widerstandsgruppen wie dem Kreisauer Kreis aufbauen.
Anfang Juli 1944 wurde Julius Leber zusammen mit Dahrendorf von der Gestapo verhaftet und ein halbes Jahr später (nach einem Schauprozess vor dem Volksgerichtshof) zum Tode verurteilt. Seine Frau Annedore wurde mit ihren Kindern von August bis Ende September 1944 in Sippenhaft genommen und in das Untersuchungsgefängnis Moabit eingeliefert; ihre Kinder kamen nach einigen Wochen Zwangsaufenthalt in Dessau wieder frei.

## Politische Aktivitäten nach 1945
Die zwölf Jahre der ständigen Verfolgung ihrer Familie durch die Nationalsozialisten blieben für die nach eigenen Angaben 1945 zur katholischen Kirche konvertierte Witwe Annedore Leber nicht ohne Folgen. Aus der früher eher unpolitischen Frau war im Verlauf dieser Zeit eine überzeugte und kämpferische Sozialdemokratin geworden. Bereits ab Oktober 1945 wurde sie zur Leiterin des Frauensekretariats und in den Zentralausschuss der SPD gewählt. Am 21. April 1946 kam es zu einer Zwangsvereinigung von SPD und KPD zur SED in der Sowjetischen Besatzungszone, woraufhin Annedore Leber ihren Austritt erklärte und in die von Kurt Schumacher wenig später neu gegründete Westzonen-SPD wechselte. Für die neue Partei wurde sie in die Berliner Stadtverordnetenversammlung während der ersten Legislaturperiode 1946 entsandt.
Von nun an begann auch ihre publizistische Tätigkeit: Arno Scholz konnte sie, zusammen mit dem ehemaligen Reichstagspräsidenten Paul Löbe, als Lizenzträgerin für die SPD-nahe Zeitung Telegraf gewinnen. Es erschienen einige Ausgaben der Frauenzeitschrift Mosaik in dessen Verlagsgruppe Arani. 1947 gründete sie in der ehemaligen Kohlenhandlung den Mosaik Verlag (1961 umbenannt in Verlag Annedore Leber), in dem vorwiegend politische und pädagogische Bücher herausgegeben wurden. Mit ihren Veröffentlichungen machte sie den Widerstand in der NS-Zeit bekannt.
Als Berliner Stadtverordnete hielt Annedore Leber am 29. Juni 1948 eine eindrucksvolle Rede zur Lage Berlins während der Blockade, mit der sie die Vereinten Nationen zur Unterstützung bei der Bewältigung dieser Krise aufrief. Unter dem Titel Berliner Frauen appellieren an die Menschlichkeit wurde diese Rede zusammen mit Debattenbeiträgen der liberalen Stadtverordneten Ella Barowsky, der Christdemokratin Lucia Krüger und einem Vorwort der Amtierenden Oberbürgermeisterin Louise Schroeder als Broschüre gedruckt. 1950 verkaufte sie ihre Verlagsanteile an Scholz und gab auch die Lizenz zurück. Der erste Band ihrer Sammlung von Widerstands-Biografien, die sie zusammen mit Willy Brandt und Karl Dietrich Bracher seit Kriegsende zusammengetragen hatte, erschien 1953 im Mosaik-Verlag. In diesen 64 Lebensbildern aus dem deutschen Widerstand 1933–1945 (später erweitert in dem Band Das Gewissen entscheidet) schilderte sie die Schicksale all derer, die einen ähnlichen Lebensweg wie ihre eigene Familie durchgemacht hatten. Ihre frühe Verbundenheit zu Willy Brandt war sicher nicht zufällig; der zurückgekehrte Exilant hatte bereits als Schüler unter seinem Geburtsnamen Herbert Frahm für den Lübecker Volksboten geschrieben.

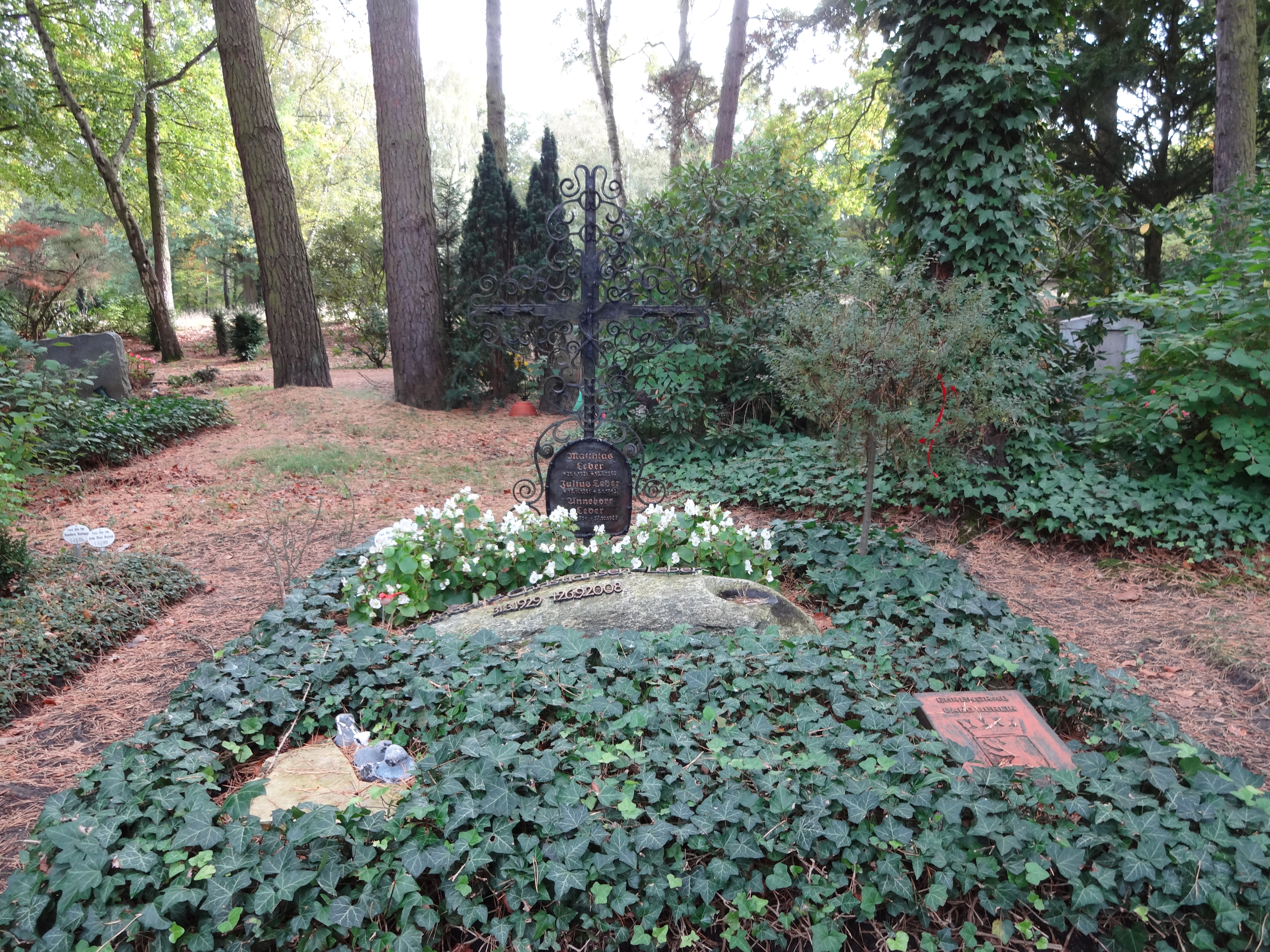
Ehrengrab von Annedore Leber auf dem Waldfriedhof Zehlendorf

Annedore Leber blieb auch weiterhin politisch aktiv. Von 1954 bis 1962 war sie Bezirksverordnete von Berlin-Zehlendorf und von 1963 bis 1967 Mitglied des Abgeordnetenhauses von Berlin. Nach der Gründung der Bundeswehr 1955 wurde sie eines von 38 Mitgliedern des Personalgutachterausschusses für die Streitkräfte. Sie war Vorstandsmitglied der Gesellschaft für christlich-jüdische Zusammenarbeit, Delegierte der Beratenden Versammlung des Europarates sowie Mitglied der Deutschen UNESCO-Kommission und des Kulturpolitischen Beirates des Auswärtigen Amtes.
Annedore Leber starb Ende Oktober 1968 im Alter von 64 Jahren in Berlin. Die Beisetzung erfolgte auf dem dortigen Waldfriedhof Zehlendorf, neben ihrem 1963 verstorbenen Sohn Matthias (Grablage: 059-785). Als Grabmarkierung dient ein schmiedeeisernes Kreuz, das auch an den an unbekanntem Ort ruhenden Julius Leber erinnert. Auf Beschluss des Berliner Senats ist die letzte Ruhestätte von Annedore Leber seit 1970 als Ehrengrab des Landes Berlin gewidmet. Die Widmung wurde zuletzt im Jahr 2021 um die inzwischen übliche Frist von zwanzig Jahren verlängert.

## Weitere Ehrungen

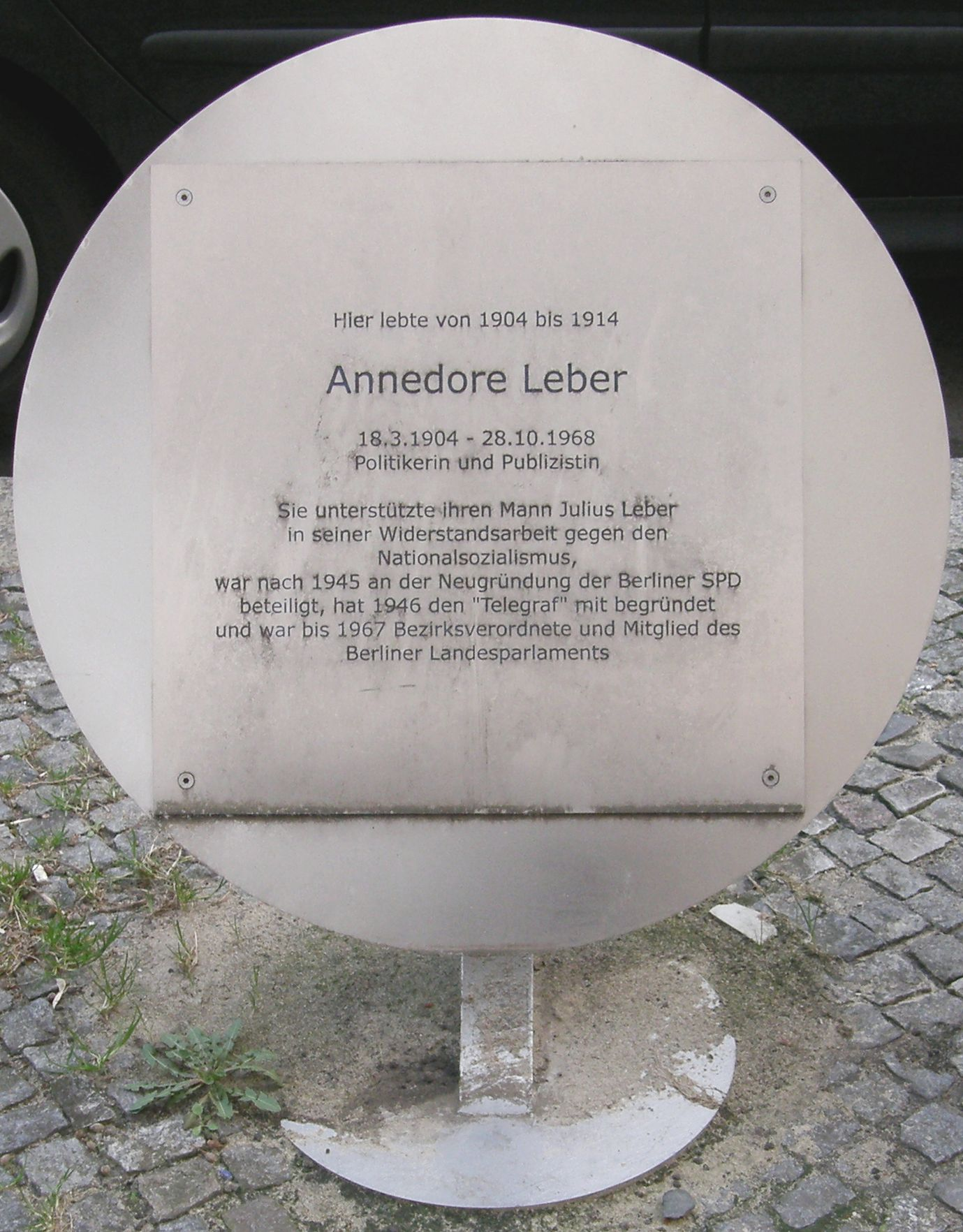
Gedenktafel für Annedore Leber vor dem Haus Pariser Str. 14a

Nach Annedore Leber wurden das Annedore-Leber-Berufsbildungswerk Berlin (ALBBW) in Berlin-Britz mit einer integrierten Sonderberufsschule sowie die Annedore-Leber-Grundschule in Berlin-Lichtenrade benannt.
Die ehemalige Kohlenhandlung, wo Annedore Leber später ihre Bücher publizierte, existiert noch. Der Abriss der Baracke konnte verhindert werden. Ein Arbeitskreis, dem der Stadtteilladen Schöneberg, die Geschichtswerkstatt Berlin und weitere Anwohner angehören, setzt sich für eine Gedenkstelle an diesem Ort ein. Sie sprechen sich für die Erhaltung der historischen Spuren und ihre Sichtbarmachung aus. Am Beispiel von Annedore und Julius Leber soll der Widerstand gegen den Nationalsozialismus erlebbar und nachvollziehbar werden.

## Werke
- Rosa Luxemburg: Briefe aus dem Gefängnis. Mit einem Geleitwort von Annedore Leber. Phönix - Verlag, Hamburg 1947. 62 S.
- (Hrsg.): Mosaik. Das Monatsblatt der Zeit. Mit Schnittbogen. Mosaik - Verlag, Berlin - Wilmersdorf 1947. 24 S.
- (Hrsg.): Der Weltgarten. Ein grosser Plan für alle Kinder. Textgestaltung von Walter May u. Werner Hinz. Mosaik - Verlag, Berlin - Frankfurt/Main 1953. 30 S. (Vorlage für die Illustrationen des Buches war der Film A garden we planted together der UNESCO).
- (Hrsg.): Das Gewissen steht auf. 64 Lebensbilder aus dem deutschen Widerstand 1933 - 1945 gesammelt und hrsg. in Zusammenarbeit mit Willy Brandt und Karl Dietrich Bracher. Mosaik - Verlag, Berlin - Frankfurt a. M. 1954. 237 S.
  - (Hrsg.): Das Gewissen steht auf. Lebensbilder aus dem deutschen Widerstand 1933 - 1945 gesammelt und hrsg. in Zusammenarbeit mit Willy Brandt und Karl Dietrich Bracher. Neu herausgegeben von Karl Dietrich Bracher in Verbindung mit der Forschungsgemeinschaft 20. Juli e. V. Enthält außerdem: Das Gewissen entscheidet. Hase & Koehler, Mainz 1984. XII, 455 S.
- (Hrsg.): Das Gewissen entscheidet. Bereiche des deutschen Widerstandes von 1933 - 1945 in Lebensbildern. Hrsg. in Zusammenarbeit mit Willy Brandt und Karl Dietrich Bracher. Fotografische Mitarbeit Ruth Wilhelmi. Mosaik - Verlag, Berlin - Frankfurt a. M. 1957. 303 S.
- Annedore Leber / Freya Gräfin von Moltke: Für und wider. Entscheidungen in Deutschland 1918 - 1945. Mosaik - Verlag, Berlin - Frankfurt/Main 1961. 287 S.
- Doch das Zeugnis lebt fort. Der jüdische Beitrag zu unserem Leben. Berlin - Frankfurt/M. 1965.